# Mefjellbreen
Der Mefjellbreen (norwegisch für Mittelberggletscher) ist ein 8 km langer Gletscher im ostantarktischen Königin-Maud-Land. Im Gebirge Sør Rondane fließt er in nordwestlicher Richtung zwischen der Menipa und dem Mefjell zum Gjelbreen.
Norwegische Kartografen, die ihn auch benannten, kartierten ihn 1957 anhand von Luftaufnahmen der US-amerikanischen Operation Highjump (1946–1947).